# Tollensesee
De Tollensesee is een meer in de Duitse deelstaat Mecklenburg-Voor-Pommeren, in de gemeente Neubrandenburg. Het heeft een oppervlakte van 17,9 km² en ligt ten zuiden van de stad en ten noorden van het meer Lieps.
De afwatering gebeurt via enkele beken die na 1,6 km samen de Tollense vormen.

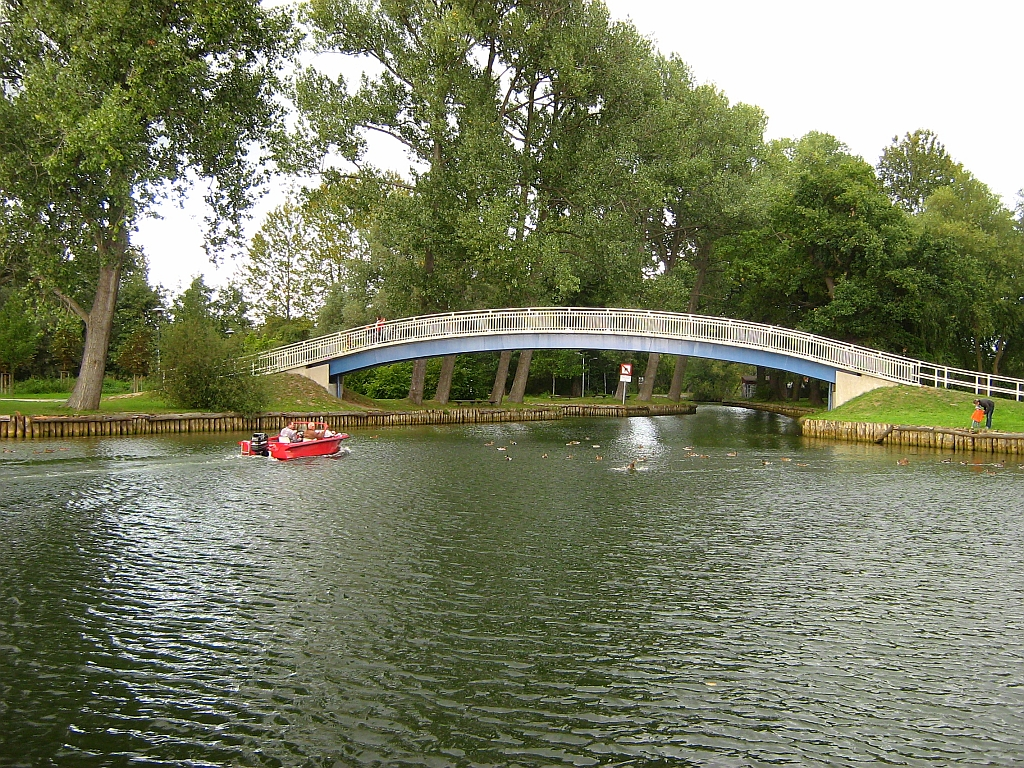
Uitstroompunt aan de noordzijde van de Tollensesee

Het meer is ontstaan tijdens de laatste ijstijd als gletsjermeer. 
Aan de noordzijde bevinden zich badstranden en sportinrichtingen. Het Kulturpark Neubrandenburg scheidt het meer van de stedelijke bebouwing.
In 1942 werd door dwangarbeiders een kunstmatig eiland met gebouwen aangelegd voor een Torpedoversuchsanstalt ( torpedotestinrichting ) van de marine. Men kon er zowel boven als onder water munitieloze torpedo's afschieten op een 8 km lange testzone om de trefzekerheid te testen. Toen het Rode Leger oprukte werden de installaties vernietigd. De restanten werden jaren later gedynamiteerd. Enkel twee eilandjes die ondertussen weer samengegroeid zijn tot het zogenaamde Trümmerinsel zijn overgebleven.

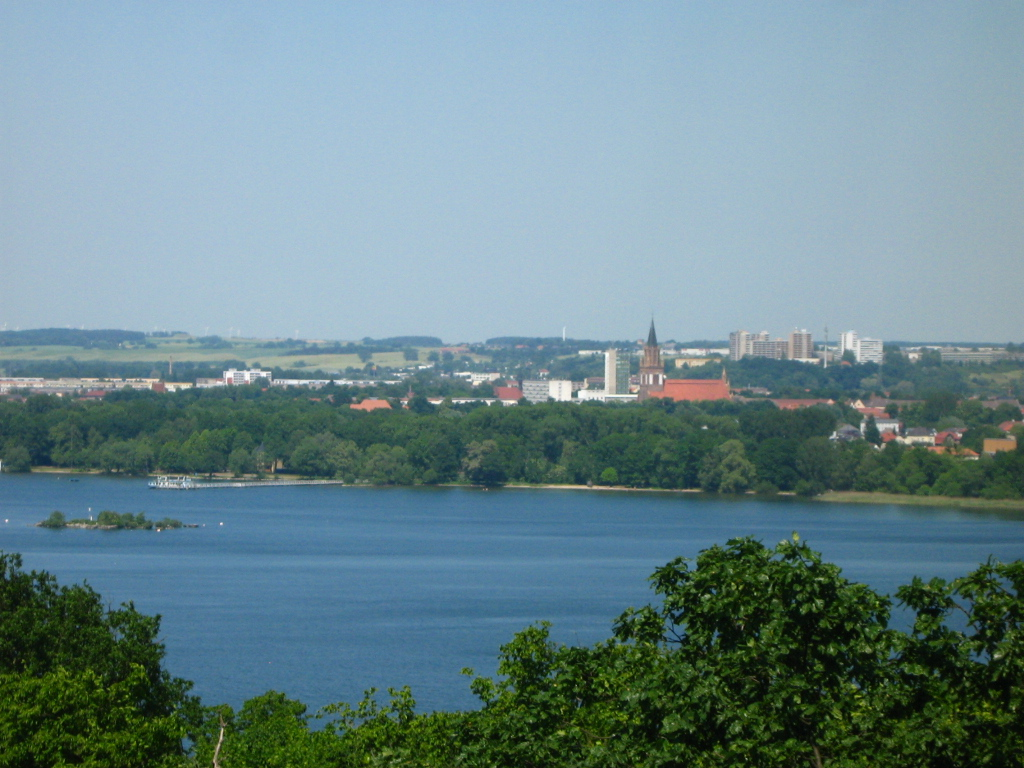
De Tollensesee met Neubrandenburg op de achtergrond en links het Trümmerinsel